# Denman Ross
Denman Waldo Ross, né le 10 janvier 1853 et mort le 12 septembre 1935, est un peintre et collectionneur d'art américain qui fut aussi professeur d'histoire de l'art à l'université Harvard et curateur au musée des Beaux-Arts de Boston.

## Biographie
Denman Ross termine ses études en 1875 à l'université Harvard et obtient son doctorat en économie politique cinq ans plus tard de la même institution. Vers 1889, il commence à enseigner la théorie de l'art et y consacre sa vie, et travaille notamment au sein du département d'art oriental naissant du musée des Beaux-Arts de Boston. Parallèlement, il parcourt le monde pour compléter sa collection. Il fraye avec de grands collectionneurs (Isabella Stewart Gardner) et artistes (John Singer Sargent, Joseph Lindon Smith), et avec les familles les plus fortunées de la côte Est.
Il permet au musée de Boston d'acquérir de sa collection personnelle un grand nombre d'objets d'art européens, ainsi que des peintures et étoffes chinoises et japonaises, une tête de pierre d'Angkor du VIIe siècle, des paravents japonais, etc. 
Il publie en 1907 A Theory of Pure Design: Harmony, Balance, Rythm. Il laisse un œuvre peint d'une belle personnalité.